# Ганці в Німеччині
Ганці в Німеччині — це ганські іммігранти в Німеччині, а їхні нащадки живуть і працюють у Німеччині. Кажуть, що жителі Гани в Німеччині складають другу за величиною діаспору в Європі після Великої Британії.

## Історія
Ще до здобуття Ганою незалежності в 1957 році між Ганою і Німеччиною існували відносини. Регіон Вольта в Гані був частиною німецької колонії Того до Першої світової війни. У 1957 році 44 ганських студентів були зареєстровані в університетах Західної Німеччини в рамках політики, яка дозволила африканцям розвивати навички в німецьких університетах. У 1960-х і 70-х роках більшість мігрантів з Гани до Німеччини були мігрантами з освіти. Вони сформували місцеві асоціації в університетських містах Німеччини, які, в свою чергу, перетворилися на Союз ганських студентів Німеччини (UGSG).
У 2009 році, за даними Deutsche Gesellschaft für Technische Zusammenarbeit (GTZ), у Німеччині налічувалося близько 40 000 «ганців з міграційним минулим»; де «ганці з міграційним минулим» означає «натуралізовані особи ганського походження» та «друге та третє покоління ганців, натуралізованих у Німеччині, та діти від двонаціональних партнерств, які не іммігрували самостійно».
У період з 9 по 729 рік у німецько-ганських пар народилося майже 1965 дітей. У 2006 році в Німеччині було офіційно зареєстровано 200720 осіб з громадянством Гани, 3298 громадян Гани стали громадянами Німеччини в період з 194 по 1980 рік.
В даний час Гана підтримує добрі відносини з Німеччиною, і в Німеччині є велика ганська громада, багато з яких їдуть туди з метою освітньої міграції, міграції шукачів притулку та возз'єднання сімей.

## Поширення
Ганці в Німеччині переважно проживають у мегаполісах Гамбурга, Берліна та Бремена, Рурському регіоні та Франкфурті-на-Майні. 22,7 % мігрантів з Гани, що є найвищим відсотком, проживають у місті Гамбург. Також 23,8 % жителів Гани, які проживають у Німеччині, проживають у землі Північний Рейн-Вестфалія. 9,2 % громадян Гани в Німеччині проживають у Берліні. 9,8 % проживають у федеральній землі Гессен. Існує давня традиція міграції ганців до Гамбурга, звідси і концентрація там ганців. У Гані слово «буга» або «бургер», яке використовується для позначення мігрантів, має коріння в назві «Гамбург».

## Асоціації
У червні 2004 року за ініціативою Посольства Гани в Німеччині було створено Союз ганських асоціацій у Німеччині (UGAG), до якого увійшли всі ганські асоціації в Німеччині. Перша спроба в 1996 році виявилася невдалою. Церковні громади є одними з найвпливовіших утворень, оскільки християнство є найбільшою релігією в Гані. Церква П'ятидесятниці в Німеччині, Католицька місія Гани в Гамбурзі, церква Бетель у Штутгарті та пресвітеріанська церква Кельна є найвідомішими ганськими церквами в Німеччині.

## Грошові перекази
Зараз Гана є одним із найбільших одержувачів грошових переказів від своєї глобальної діаспори. Приватні грошові перекази складають понад шосту частину валового внутрішнього продукту країни. Згідно з опитуванням, 90 % жителів Гани переказують гроші в Гану для своїх сімей. Деякі навіть відправляють більше половини свого доходу і влазять в борги.

## Культура

### Музика
З кінця 1970-х до початку 1980-х років у Німеччині та Гані з'явився жанр музики під назвою Burger Highlife — злиття стилів хайлайф та фанк-музики. Його створили емігранти з Гани в Німеччині.

## Життя в Німеччині

### Освіта
Для жителів Гани, які сподіваються навчатися в Німеччині, іспит на атестат про середню освіту в Західній Африці (WASSCE) не може бути використаний для прямого вступу до німецького університету, як це було б у Гані. Студент повинен закінчити один рік вищої освіти в Гані або закінчити річний підготовчий курс (Studienkolleg) в Німеччині. Крім того, у Німеччині немає курсів поповнення рахунку HND. Жителям Гани доведеться подавати документи на отримання ступеня бакалавра в університеті прикладних наук.

### Інші аспекти життя та роботи
Жителі Гани, мігранти та гості, як і інші національності, повинні бронювати готель для короткострокового перебування, орендувати або купувати житло для більш тривалого перебування. Вивчення німецької мови є обов'язковим для таких професій, як медсестра та охорона здоров'я. Жителі Гани, які відкривають власний бізнес у Німеччині, як і всі інші, повинні зареєструватися в торговому офісі, якщо вони є самозайнятими, або в податковій службі, якщо вони хочуть працювати як фрілансери.

## Рекомендована література
- «Ганці в Німеччині — від 1950-х років до сьогодні». АФРИКАНСЬКИЙ КУР'ЄР. Репортаж Африка та його діаспори!. 2017-08-23. Процитовано 2019-11-08.
- «Регіон Вольта». www.ghanaweb.com. Процитовано 2019-12-11.
- «Ганська діаспора в Німеччині» (PDF). Архів оригіналу за 8 листопада 2019. Процитовано 27 жовтня 2019.
- "Німеччина відзначає 60 років відносин з Ганою | DW | 30.09.2017 р. DW.COM. Процитовано 2019-12-11.
- Шмельц, Андреа (2009). «Ганська діаспора в Німеччині. Його внесок у розвиток Гани» (PDF). migration4development.org. Deutsche Gesellschaft für Technische Zusammenarbeit (GTZ). Процитовано 4 грудня 2019.
- «Грошові перекази, споживання та інвестиції в Гані» (PDF). worldbank.org. 2008 рік. Процитовано 11 грудня 2019.
- «Умови вступу». DAAD Гана. 2018-06-13. Процитовано 2019-12-11.
- «Шукаю житло». www.make-it-in-germany.com. Процитовано 2019-12-11.
- «Чи потрібно мені знати німецьку мову?». www.make-it-in-germany.com. Процитовано 2019-12-11.
- «Загальні вимоги». www.make-it-in-germany.com. Процитовано 2019-11-16.